# Francisco de Paula Fernández de Córdoba y Montes
Francisco de Paula Fernández de Córdoba y Montes (Granada, 18 de noviembre de 1850-Madrid, 8 de diciembre de 1915) Aristócrata y senador, XX Conde de Puebla del Maestre.

## Biografía
Su padre fue el XI marqués de Bacares. 
Fue terrateniente con tierras en Toledo, Jerez de los Caballeros, Fuente de Cantos, Antequera, Ronda, Málaga y Madrid, donde era una de las mayores fortunas. En 1886 fue nombrado Grande de España, y por ende accedió al Senado, donde participó en varias comisiones de la Cámara. 
Era militante del Partido Conservador, residiendo en el 13 de la Calle de San Mateo y fue inhumado en la Sacramental de San Isidro. 
En 1916 el Marqués de Alhucemas elogió al finado como "digno representante de los Senadores por derecho propio, puesto que ostentaba Título de Castilla con Grandeza de 1506”.